# Route départementale 1 (Hautes-Pyrénées)
Pour les articles homonymes, voir Route départementale 1.
La route départementale 1, ou RD 1, est une route départementale des Hautes-Pyrénées reliant Castelvieilh à Vidou.

## Descriptif

### Longueur
L'itinéraire présente une longueur de 15,9 km.

### Nombre de voies
La RD 1 est sur la totalité de son tracé bidirectionnelle à deux voies.

### Tracé
La RD 1 traverse le département d'ouest en est en étant parallèle sud de la route départementale D 632.
Elle est entièrement en Arroustang dans le Pays des Coteaux.

## Communes traversées
- Castelvieilh
- Cabanac
- Aubarède
- Mun
- Luby-Betmont
- Villembits
- Vidou

## Gestion, entretien et exploitation

### Organisation territoriale
En 2021, les services routiers départementaux sont organisés en cinq agences techniques départementales et 25 centres d'exploitation qui ont pour responsabilité l'entretien et l’exploitation des routes départementales de leur territoire. 
La RD 1 dépend de l'agence du Pays des Coteaux et des centres d'exploitation de Pouyastruc et de Trie-sur-Baïse.

### Exploitation
En saison hivernale, le département publie une carte des conditions de circulation (C1 circulation normale, C2 délicate, C3 difficile, C4 impossible).